# Behuria
Behuria es un género con once especies de plantas con flores pertenecientes a la familia Melastomataceae. Es originario de Brasil.

## Taxonomía
El género fue descrito por Adelbert von Chamisso y publicado en Linnaea 9(3): 376-377, en el año 1834. (Jul-Dec 1834)

## Especies
| - Behuria cordifolia - Behuria corymbosa - Behuria edmundoi - Behuria glazioviana - Behuria glutinosa | - Behuria huberioides - Behuria insignis - Behuria limae - Behuria mouraei - Behuria parvifolia - Behuria souza-limae |